# دانيال سنومان
دانيال سنومان (من مواليد 4 نوفمبر 1938)؛ هو كاتب، ومحاضر، ومذيع بريطاني في التاريخ الاجتماعي والثقافي. امتدت مسيرته المهنية إلى العالم الأكاديمي وبي بي سي. بينما تضمنت مؤلفاته Kissing Cousins (دراسة مقارنة للمواقف الاجتماعية البريطانية والأمريكية)، وصور انتقادية لرباعية أماديوس، وبلاسيدو دومينغو، ودراسة الأثر الثقافي لهجرة هتلر، ومختارات من المقالات حول كبار المؤرخين اليوم، والمرحلة الذهبية: التاريخ الاجتماعي للأوبرا والعابر خلالها - تفاعلات مع العالم 1938–2021.

## حياته ومهنته
ولد سنومان ونشأ في لندن، وينحدر والديه من عائلات أنجلو يهودية لها جذور في أوروبا الشرقية في القرن التاسع عشر. تلقى تعليمه في كامبردج (درجة مزدوجة من الدرجة الأولى في التاريخ)، وكورنيل (ماجستير في الحكومة)، وكان منذ  (1963–7) محاضرًا في السياسة والدراسات الأمريكية في جامعة ساسكس. ذهب في عام 1967 إلى البي بي سي مدة ستة أشهر بوصفه منتجًا إذاعيًا، وانضم مرة أخرى عضوًا بدوام كامل في عام 1970. انضم سنومان في عام 1967 أيضًا إلى جوقة لندن الفيلهارمونية، وهي فرقة غنى معها مدة 48 سنة، ودوّن تاريخها.
كان سنومان مسؤولًا عن مجموعة متنوعة من البرامج الإذاعية حول الموضوعات الثقافية والتاريخية في هيئة الإذاعة البريطانية، حيث عمل مع المذيعين المعروفين، مثل: (برنارد كريك، وروبن داي، وبيل جراندي، واللورد هيلشام، وويليام هاردكاسل، وجون فايزي)، بينما ساعد أيضًا على تطوير المهن الإذاعية لشخصيات أصغر سنًا، مثل: (سوزن هيل، وأليد جونز، ونورمان ليبريشت، وروي بورتر، وإدوارد سيكرسون، ولوسي سكيبينج). يميل سنومان إلى التخصص في المسلسلات، مثل: السلسلة الطويلة لأي رجل,  وماذا حدث للمساواة؟، وعالم مشترك (قضايا تطوير العالم)، والقوى العالمية في القرن العشرين، والشفق القطبي (مهرجان راديو 4 حول القطب الشمالي)، ونهاية القرن، ومحاولة لدخول وإعادة إنشاء عالم الصوت للسنوات الأخيرة من كل من القرون الستة الماضية. ظهرت العديد من هذه في وقت لاحق بوصفها كتبًا ساعد سنومان على تحريرها. بعد مغادرة البي بي سي في نهاية عام 1995، اتجه سنومان بنحو متزايد نحو الكتابة وإلقاء المحاضرات. حصل في عام 2004 على زمالة بحثية عليا في معهد البحوث التاريخية بجامعة لندن، وفي عام 2010، ألقى محاضرة الزملاء السنوية في اللوائح الصحية الدولية.

## حياة شخصية
تزوج سنومان لفترة وجيزة من أليس هاريس (1964–66). وتزوج في عام 1975 من جانيت ليفيسون ولديهما طفلان، بين وآنا. انتهى الزواج بالطلاق في عام 2014.

## مقالات ومراجعات
ظهرت مقالات ومراجعات من قبل دانيال سنومان في العديد من المجلات والبرامج، مثل: مجلة بي بي سي التاريخية، ومجلة بي بي سي الموسيقية، وبرقية الأحد اليومية، والاقتصادي، والمراجعة التاريخية الإنجليزية، والحاكي، والوصي، وأبحاث تاريخية، وحديث تاريخي، والتاريخ اليوم، ومنازل وحدائق، ومستقل، ووقائع يهودية، والنهضة اليهودية، ومجلة الدراسات الأمريكية، والمستمع، والمراجعة الأدبية، والتاريخ الحي، والموسيقى والموسيقيين، والأزمنة الموسيقية، والمجتمع الجديد، ورجل دولة جديد، والأوبرا، والأوبرا الآن، والدراسات السياسية، وراديو تايمز، وستاندرد، وأوقات الأحد، والأدب، ومكملات التعليم العالي، والمنبر.

## محاضرات ومناسبات العامة
يعرف سنومان بكونه محاضرًا مرموقًا في مهرجانات الفنون البريطانية المحلية، والمؤسسات الأكاديمية والثقافية، ونوادي الغداء وما إلى ذلك، وفي عام نموذجي يقدم أكثر من 50 محاضرة مصورة ومحاضرات أخرى عبر المملكة المتحدة وخارجها. منذ عام 1999، ألقى أكثر من650  محاضرة مصورة لأعضاء جمعية الفنون (NADFAS سابقًا). أجرى في عام2002 ، ومرة أخرى في عام 2006 ، جولة بحثية دقيقة ومحاضرات حول العالم مدة شهرين، شملت بما في ذلك زيارات إلى أجزاء مختلفة من أستراليا ونيوزيلندا وأمريكا الشمالية.